# Vega de Valcarce (kommunhuvudort)
Vega de Valcarce (galiciska: A Veiga de Valcarce) är en kommunhuvudort i Spanien.   Den ligger i provinsen Provincia de León och regionen Kastilien och Leon, i den nordvästra delen av landet, 400 km nordväst om huvudstaden Madrid. Vega de Valcarce ligger 815 meter över havet och antalet invånare är 802.
Terrängen runt Vega de Valcarce är kuperad. Runt Vega de Valcarce är det mycket glesbefolkat, med 7 invånare per kvadratkilometer. Närmaste större samhälle är Villafranca del Bierzo, 12,0 km sydost om Vega de Valcarce. I omgivningarna runt Vega de Valcarce växer i huvudsak blandskog.